# Hýl rudý
Hýl rudý (Carpodacus erythrinus) je středně velký druh pěvce z čeledi pěnkavovitých.

## Taxonomie
Tvoří 5 poddruhů.
- C. e. erythrinus – hýl rudý evropský obývá Evropu a západní Sibiř.
- C. e. canabensis – hýl rudý kavkazský obývá Malou Asii, Kavkaz a Zakavkazí.

Další 3 poddruhy žijí v Asii.

## Popis
Velikosti štíhlého vrabce (délka těla 13,5–15 cm). Plně dospělí samci mají červenou hlavu a hruď, mladší samci a samice jsou nenápadně hnědošedě zbarvení, s krátkým a silným zobákem.

## Rozšíření
Druh s palearktickým typem rozšíření, od Pacifiku na Dálném východě po střední Evropu, kde se vyskytuje pouze ostrůvkovitě a je téměř výlučně soustředěn na vyšší horské oblasti; izolovaně zasahuje i více na západ, až po Holandsko a Skotsko. Většinu evropského areálu rozšíření osídlil až v průběhu 19. a zejména v druhé polovině 20. století. Hnízdí v listnatých křovinách a hustě zarostlých místech.
Přísně tažný druh se zimovišti v jižní Asii.

## Výskyt v Česku
Hnízdění v České republice bylo poprvé prokázáno v roce 1962 u Tovačova, zvláště po roce 1970 došlo ke značnému rozšíření lokalit a nárůstu počtu hnízdících ptáků. V současné době hnízdí ve všech pohraničních pohořích a na Českomoravské vysočině, v nižších polohách hnízdí především na Ostravsku; celková populace byla v letech 1973–77 odhadována na 30–50 párů, v letech 1985–89 na 350–450 párů a v letech 2001–2003 již na 1300–2000 párů.

## Hnízdění

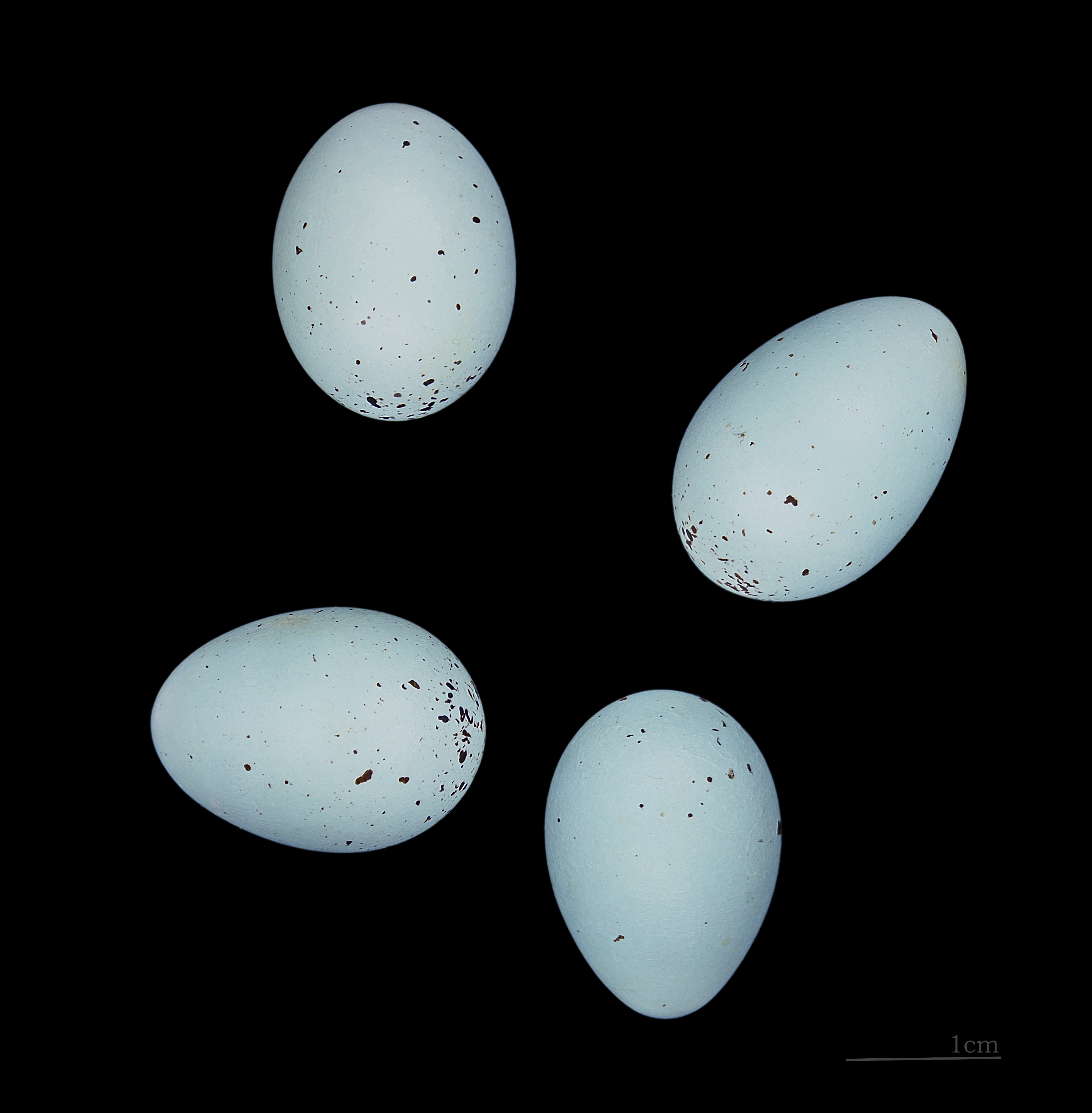
Carpodacus erythrinus

Obvykle hnízdí v koloniích, většinou o 10–15 párech, řidčeji i jednotlivě. Samci se na hnízdiště vrací o několik dní dříve než samice a v předhnízdní době bývají značně agresivní, avšak bez přesně vymezených teritorií. Hnízdo staví samotná samice nízko nad zemí ve vysokých bylinách nebo keřích. Hnízdí 1× ročně; snůška čítá 3–6(7) modravých, jemně tmavě skvrnitých vajec o velikosti 19,97 × 14,53 mm. Inkubace trvá 11–12 dnů, sedí pouze samice. Mláďata krmí oba rodiče; hnízdo opouštějí po 9–12 dnech a pohlavně dospívají ve 2. kalendářním roce.

## Potrava
Převažují semena, ale objevují se i květy, pupeny a lístky různých stromů. Živočišná složka, tvořená hlavně malým, málo mobilním hmyzem a pavouky, bývá zastoupena především v potravě mláďat na hnízdě.